# ایزوپنتنیل پیروفسفات
ایزوپنتنیل پیروفسفات (به انگلیسی: Isopentenyl pyrophosphate) با فرمول شیمیایی C۵H۱۲O۷P۲ یک ترکیب شیمیایی با شناسه پاب‌کم ۱۵۹۸۳۹۵۷ است. که جرم مولی آن ۲۴۶٫۰۹۲ g/mol می‌باشد. 